# Tóth Ágota
Tóth Ágota (Szeged, 1967. augusztus 13. –) kémikus, a Magyar Tudományos Akadémia doktora, egyetemi tanár, Ignobel-díjas.

## Tudományos előmenetele
A West Virginia egyetemen szerezte Ph.D. fokozatát kémiából 1994-ben. Disszertációjának címe "Chemical waves: The effects of geometrical constraints" volt. 1995–1996 között tudományos segédmunkatárs a JATE Fizikai Kémiai Tanszékén, majd ugyanott 1996–1999 között egyetemi tanársegéd, 2000–2004 között egyetemi adjunktus, 2004-től egyetemi docens. 2009–2012 között a Szegedi Tudományegyetem Fizikai Kémiai és Anyagtudományi Tanszékének tanszékvezető-helyettese, 2013-tól tanszékvezetője.
2010 óta a Magyar Tudományos Akadémia doktora kémiai tudományok területén. Szakterülete a fizikai kémia, kutatási témái: nemlineáris dinamika és reakciókinetika.
2015. február 1. és 2018. január 31. között a Nemzeti Kutatási, Fejlesztési és Innovációs Hivatal Kémia 1 (KM1) szakértői csoportjának tagja.
2008-ban két japán kutatóval együtt Ignobel-díjat kapott a nyálkagombák útkereső módszerének megfigyeléséért, amelyet a Harvard Egyetemen adtak át nekik. A díjat a Nature című folyóiratban 2000-ben megjelent Intelligence: Maze-solving by an amoeboid organism cikkükért kapták, amelyben a Kiotói Egyetemen 1996–1998 közötti közös kutatásuk eredményéről számoltak be.

## Díjai, elismerései
- 1998–1999: Matsumae Kutatási Ösztöndíj, Prof. Kenichi Yoshikawa csoportja, Kyoto University, Fizika Tanszék
- Ifjúsági Polányi Mihály díj, MTA Kémiai Tudományok Osztálya, 1999[6]
- 2001–2003: Bolyai János Kutatási Ösztöndíj
- 2008: Ignobel-díj
- 2011: Szegedi Tudományegyetem Hallgatói Önkormányzatának Arany Kréta díja[7]

## Publikációi
Az MTA 2016. március 2-ig 69 közleményét tartja nyilván.